# Procerochasmias maculapex
Procerochasmias maculapex är en stekelart som beskrevs av Heinrich 1967. Procerochasmias maculapex ingår i släktet Procerochasmias och familjen brokparasitsteklar. Inga underarter finns listade i Catalogue of Life.